# Tarzíciusz
A Tarzíciusz görög eredetű, de latinos formában használatos férfinév, jelentése: Tarzosz városából való.  Női párja: Tarzícia.

## Gyakorisága
Az 1990-es években szórványos név, a 2000-es években nem szerepel a 100 leggyakoribb férfinév között.

## Névnapok
- augusztus 15.[2]

## Híres Tarzíciuszok
- Szent Tarzíciusz